# Atylotus intermissus
Atylotus intermissus är en tvåvingeart som beskrevs av João Tendeiro 1969. Atylotus intermissus ingår i släktet Atylotus och familjen bromsar.
Artens utbredningsområde är Guinea-Bissau. Inga underarter finns listade i Catalogue of Life.